# Órdenes, condecoraciones y medallas de Croacia

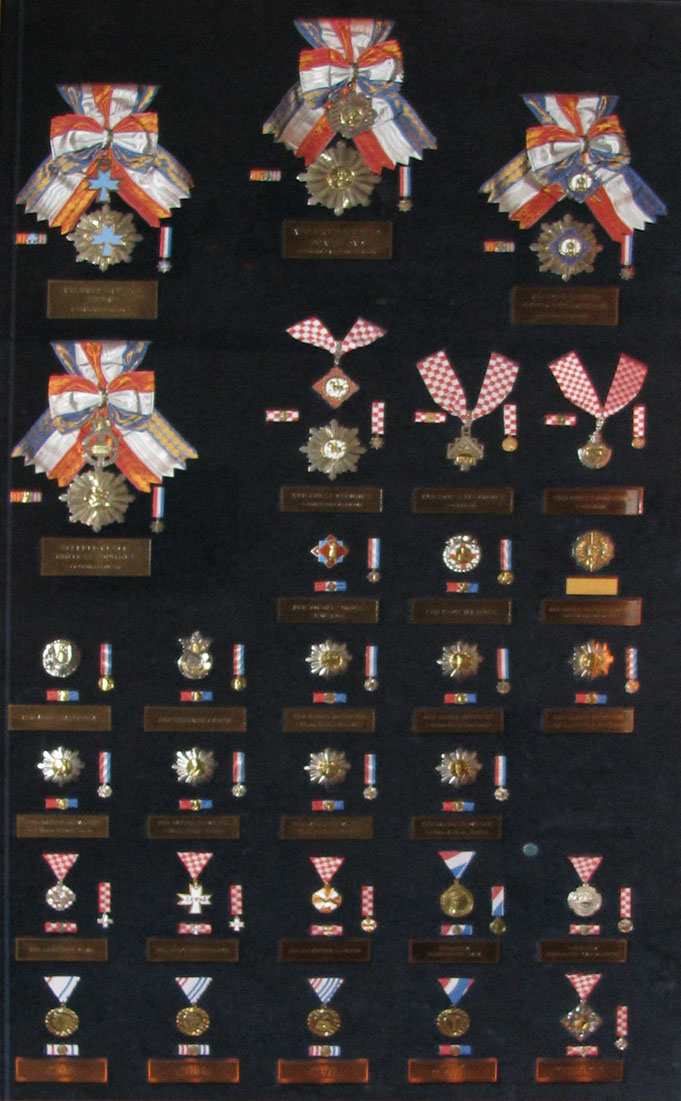
Órdenes, condecoraciones, y medallas de Croacia

El sistema de honores de la República de Croacia se estableció después de la independencia de Croacia en 1991.

## Órdenes y condecoraciones
Las órdenes, condecoraciones y medallas autorizados por la legislación instituida en 1995 se enumeran a continuación en el orden de precedencia. Algunos pedidos fueron instituidos en 1992. 
- Gran Orden del Rey Tomislav
- Gran Orden de la Reina Jelena
- Gran Orden del Rey Petar Krešimir IV
- Gran Orden del Rey Zvonimir Dmitar
- Orden del Duque Trpimir
- Orden del Duque Branimir
- Orden del Duque Domagoj
- Orden de Nikola Šubić Zrinski
- Orden de Ban Jelačić
- Orden de Petar Zrinski y Fran Krsto Frankopan
- Orden de Ante Starčević
- Orden de Stjepan Radic
- Orden de Danica Hrvatska con la cara de:
  - Marko Marulić - para la cultura
  - Blaž Lorković - para los negocios / economía
  - Ruđer Bošković - para las ciencias
  - Nikola Tesla - para la innovación
  - Franjo Bučar - para los deportes
  - Katarina Zrinska - para la salud, el bienestar social y la promoción de los valores morales
  - Antun Radić - para la educación
- Orden de la Cruz de Croacia
- Orden del Trébol de Croacia
- Orden de las Tres Vertientes de Croacia
- Medalla Conmemorativa de la Guerra Patria
- Medalla Conmemorativa de la Patria de la Gratitud

Estas condecoraciones y premios se otorgan a los ciudadanos croatas y extranjeros y personas jurídicas y otras organización de las Fuerzas Armadas de Croacia y el Ministerio del Interior:
1- por méritos y contribuciones en el establecimiento, mantenimiento y promoción de una autónoma, independiente y soberana República de Croacia,
2- por méritos y contribuciones en la realización croata de ideas de construcción del Estado, para el desarrollo y la construcción de Croacia y contribuciones a un área o actividad específica,
3- por el valor excepcional y heroísmo en la guerra, en peligro inmediato de guerra, o en circunstancias especiales en tiempo de paz y por una notable contribución a la creación de una estrategia de guerra y la doctrina militar, los méritos en la construcción de las fuerzas armadas y los logros especiales en el liderazgo y las unidades de mando y otras unidades de organización de las Fuerzas Armadas y Ministerio del Interior de Croacia.

## Medallas conmemorativas
Además de las órdenes y condecoraciones citadas, Croacia también ha establecido varias medallas por un largo servicio, así como una serie de medallas conmemorativas de las campañas militares en 1995. Entre ellas se encuentran:
- Medalla de Participación en la Operación "Flash" ("Bljesak")
- Medalla de participación en la Operación "Verano '95" ("Ljeto '95")
- Medalla de participación en la Operación "Tormenta" ("Oluja")
- Medalla de gestión excepcional en el mantenimiento del orden constitucional y jurídico de la República de Croacia y protección de vida de los ciudadanos y la propiedad
- Medalla Conmemorativa "Vukovar"

## Premios del Estado (nagrada Državna)
Croacia también otorga el Premio del Estado de Croacia cada año a los ciudadanos croatas que se han destacado en un campo específico y ministerios estatales otorgan sus premios anuales propios, entre ellos:
- Premio Vladimir Nazor - Otorgado por logros en la literatura, la música, el cine, las artes aplicadas, el teatro, la arquitectura y el urbanismo.
- Premio Ivo Horvat - Otorgado al trabajo en la conservación.
- Premio al voluntariado - Otorgado por logros de voluntariado, la contribución a la promoción del voluntariado y otras actividades de voluntariado.
- Premio Franjo Bučar - Otorgado por logros sobresalientes y contribuciones de especial importancia para el desarrollo del deporte en Croacia.
- Premio Ivan Filipović - Otorgado por logros en el ámbito de la educación preescolar, primaria, secundaria, educación superior y científica y el trabajo profesional.
- Premio Faust Vrančić - Otorgado por logros en la cultura técnica
- Premio Bienestar Social y Caridad
- Premio para la Ciencia
- Premio Iso Velikanović
- Premio Marin Držić - Otorgado por escritores de obras dramáticas
- Premio Vicko Andrić
- Premio a la promoción de los derechos del niño
- Premio a la promoción de los derechos del niño
- Premio del Ministerio de Defensa
- Premio del Ministerio del Interior

## Otros premios
- Premio Orgullo Croata - Otorgado anualmente por actos valientes y desinteresados, prácticas, etc.
- Premio Ivan Šreter- Otorgado a escritores croatas

## Fuente
- Ley de condecoración (enlace roto disponible en Internet Archive; véase el historial, la primera versión y la última). (en croata)

- Datos: Q943208
- Multimedia: Orders of Croatia / Q943208